# Несторовский переулок
Не́сторовский переу́лок (укр. Не́сторівський прову́лок) — переулок в Шевченковском районе города Киева, местность Кудрявец. Пролегает от Вознесенского спуска до Кудрявской улицы.

## История
Несторовский переулок известен с 1830-х годов под названием Семёновская улица в местности Кудрявец. В 1842 году вошёл в границы города. Более 100 лет на картах города обозначался как Нестеровский переулок. По состоянию на 2011 год на адресных табличках указаны четыре варианта названий.
По городскому расписанию переулок принадлежал к 4-му разряду, в 1914 году переведён в 1-й разряд. В переулке было несколько хороших образцов деревянной архитектуры (не сохранились).

## Памятники истории и архитектуры
В здании № 8 с 1908 года проживал Виктор Игнатович, директор Киевской конторы Государственного банка. Он был другом и свояком Ивана Франко, который во время своего последнего приезда в Киев в 1909 году, проживал у Игнатовича, в здании на Несторовском переулке.
Во время строительства Дома охотников и рыболовов (дом № 9) были обнаружены остатки церкви XII века — часть стены, котлованы и забутовка под фундаменты. При расчистке фундаментов были найдены керамические предметы, а также остатки древних фресок.

## Интересные факты
В 1926 году, когда отмечали десятую годовщину с дня смерти Ивана Франко, его именем было решено назвать улицу, и именно ту, где он был во время своего последнего приезда в Киев. Но из-за недоразумения вместо Несторовского переулка переименовали Нестеровскую улицу, которая и до сих пор носит имя Ивана Франко.

## Учреждения
- Институт законодательства Верховного Совета Украины (дом № 4)
- Поликлиника областной больницы № 2 по обслуживанию участников ликвидации аварии на Чернобыльской электростанции, воинов-интернационалистов и участников Великой Отечественной войны (дом № 13/19)

## Изображения

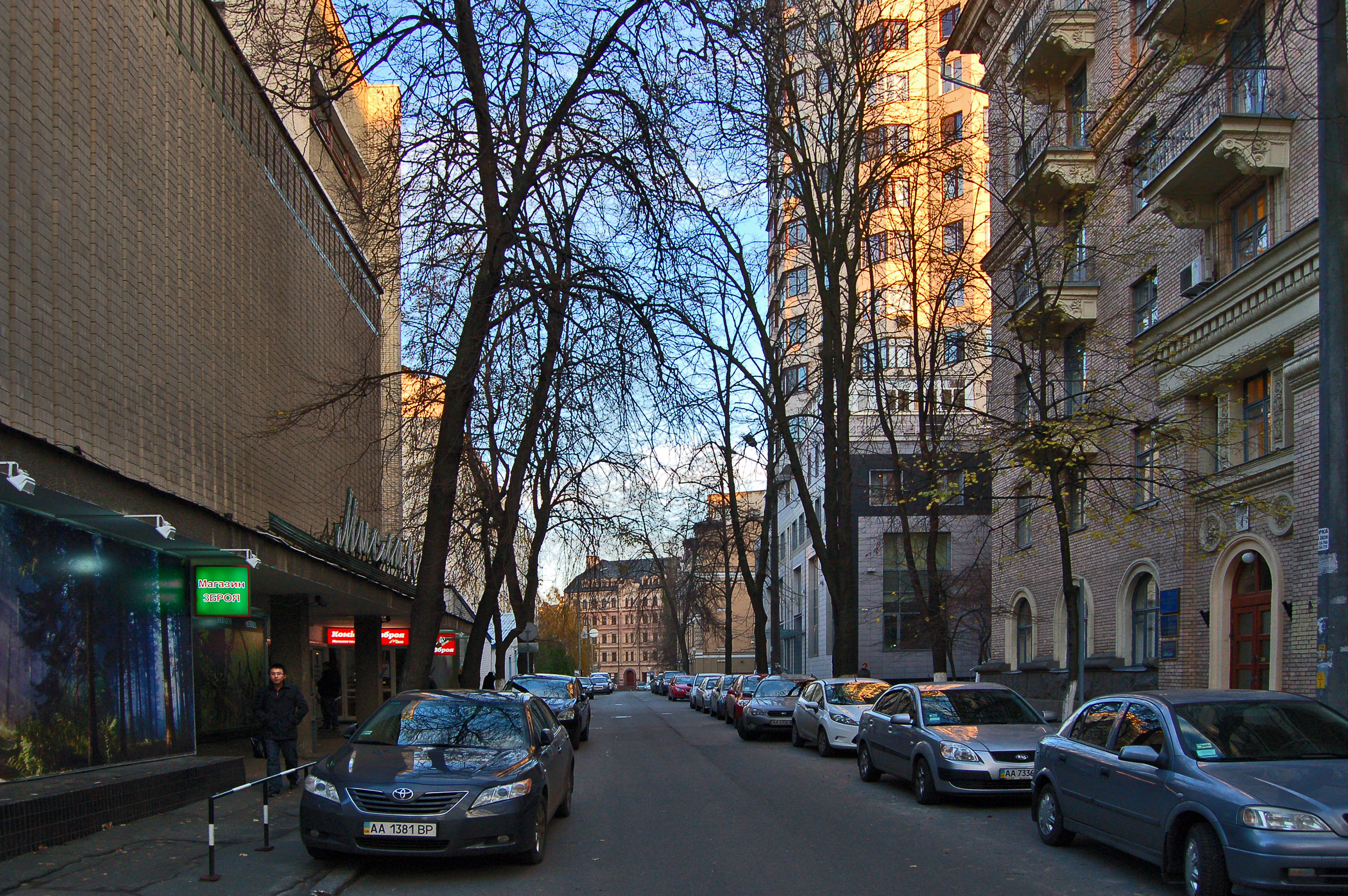
Вид в сторону улицы Смирнова-Ласточкина
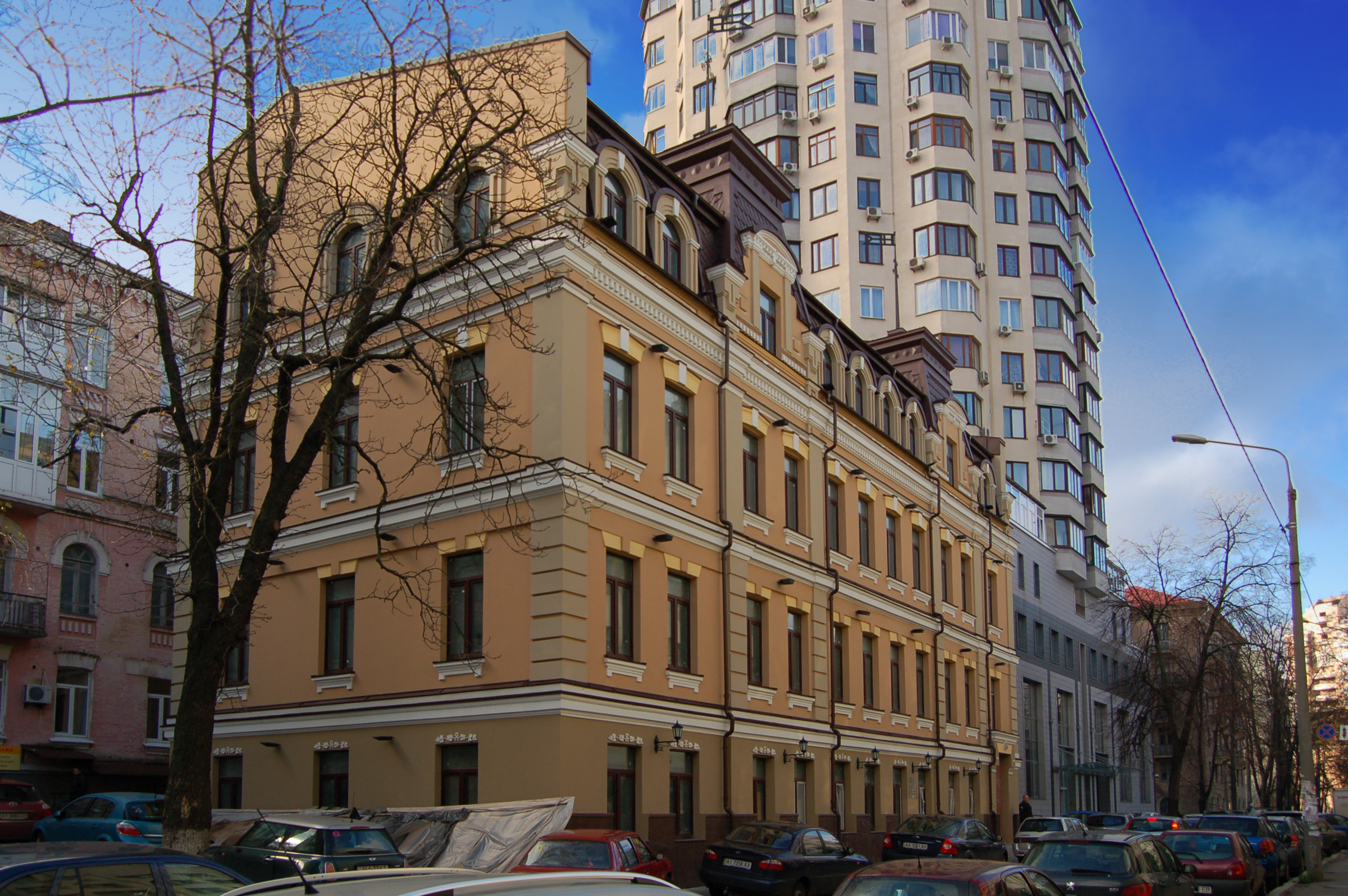
Дом № 8, где останавливался Иван Франко
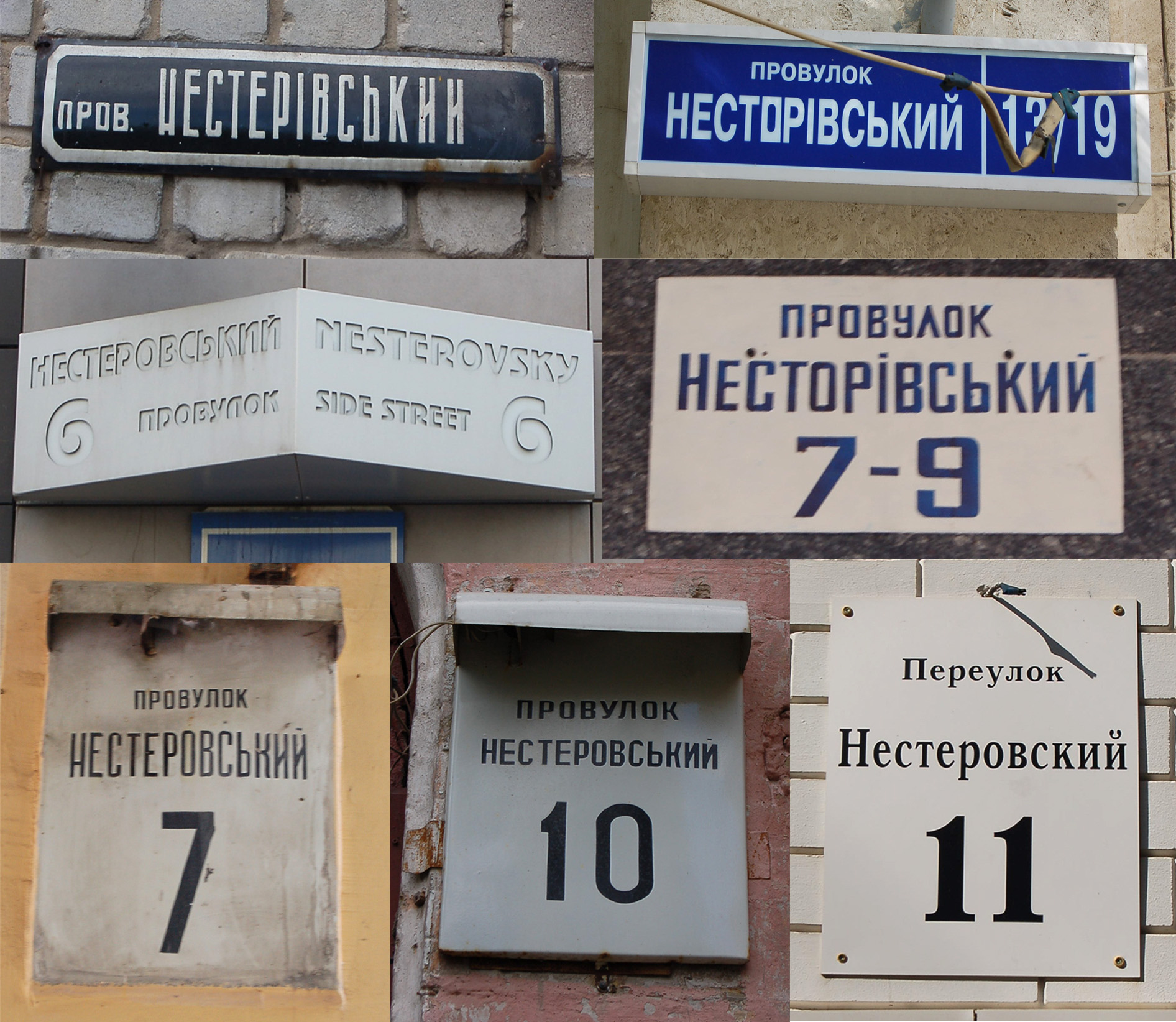
Варианты названий переулка на адресных табличках